# Plantago guilleminiana
Plantago guilleminiana là một loài thực vật có hoa trong họ Mã đề. Loài này được Decne. mô tả khoa học đầu tiên năm 1881.